# Pincara
Pincara là một đô thị ở tỉnh Rovigo ở vùng Veneto của Ý, có khoảng cách khoảng 70 km về phía tây nam của Venezia và khoảng 15 km về phía tây nam của Rovigo. Tại thời điểm ngày 31 tháng 12 năm 2004, đô thị này có dân số 1.298 người và diện tích là 17,8 km².
Đô thị Pincara có các frazioni (các đơn vị cấp dưới, chủ yếu là các làng) Bernarda, Gambaro, Paolino, Romanato, và Roncala.
Pincara giáp các đô thị: Castelguglielmo, Fiesso Umbertiano, Frassinelle Polesine, Fratta Polesine, San Bellino, Villamarzana.